# Randall Thompson
Randall Thompson (21. april 1899 i New York – 9. juli 1984 i Boston) var en amerikansk komponist og musikpædagog.
Han var sammen med Aaron Copland og Roy Harris manden, som gjorde den amerikanske symfoni kendt uden for USA's grænser.
Hans to første symfonier blev uropført af Howard Hanson i Rochester (1930 og 1932).
Han underviste på Curtis Institute of Music (1939 – 1948) og Harvard University (1949 – 1965). Blandt hans elever var Leonard Bernstein og Lukas Foss.
Han gjorde sig desuden bemærket med korværker i gammel engelsk stil, fx Alleluia (1940), som var et a capella-værk. Han skrev i alt tre symfonier og en del orkesterværker. Leonard Bernstein gjorde hans 2 symfoni kendt ved opførsler af værket på sin tv serie Young Peoples Concerts. 

## Udvalgte værker
- Symfoni nr. 1 (1931) - for orkester
- Symfoni nr. 2 (1931) - for orkester
- Symfoni nr. 3 (1947-1949) - for orkester
- "Frihedens testamente" (1943) - for kor
- "Rekviem" (1958) - for kor
- "Alleluia" (1940) - for kor